# Caronade

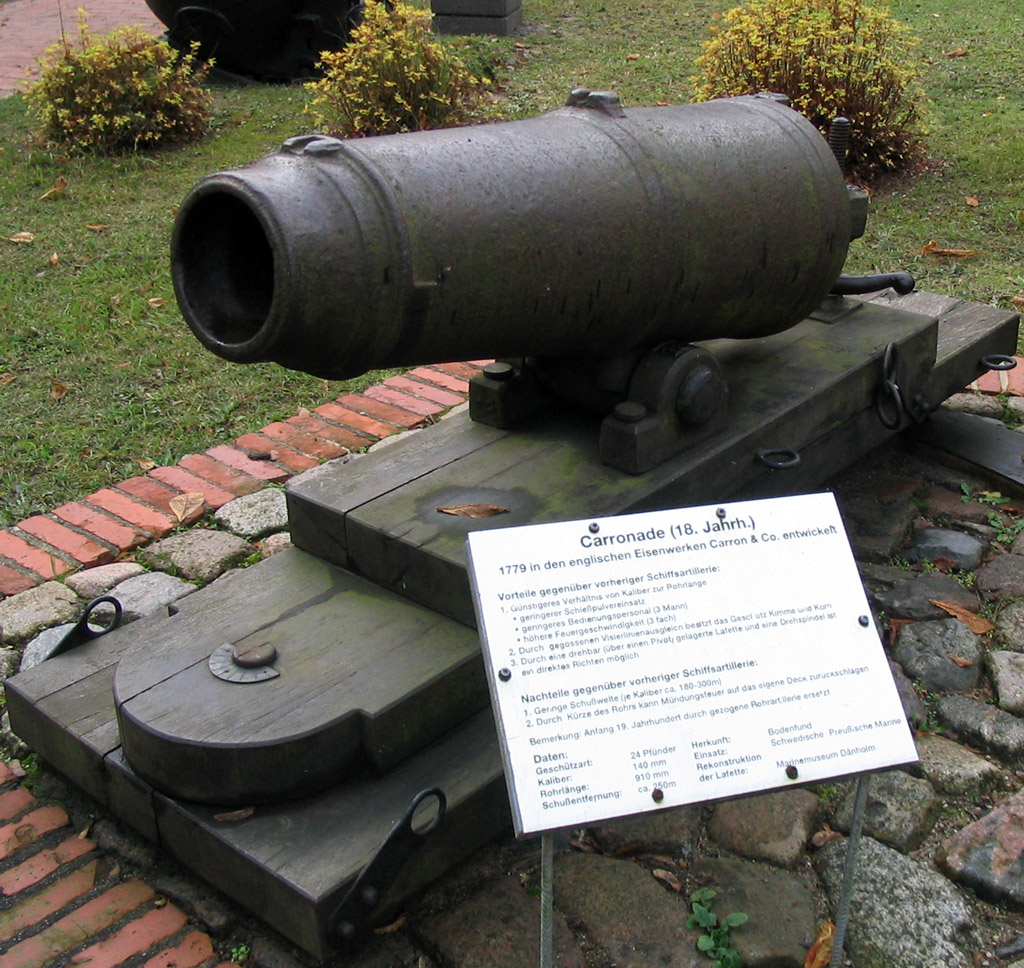
Caronade de 24 livres (140 mm)

Une caronade ou carronade est une pièce d'artillerie courte développée par la fonderie écossaise Carron à partir de 1779. Elle est mise en service sur tous les navires de la Royal Navy trois années après les essais sur le HMS Duke (vaisseau de 2e rang de 90 canons). Les carronades n'étaient pas comptées dans le nombre de canons d'un vaisseau mais pouvaient constituer l'armement principal d'une frégate ou d'un brick.
Par le biais de l'espionnage et des échanges techniques, la France, qui a pu constater à ses dépens l'efficacité de cette nouvelle arme à tir rapide pendant la guerre d'indépendance des États-Unis, mène des études à partir de 1786 (frères Perrier, fonderie et forge de canons d’Indret, en aval de Nantes) et développe ses propres modèles de carronades à partir de 1795.

## Description
La carronade est caractérisée, par rapport aux canons en service à l'époque, par :
- un tube plus court,
- une chambre très légère en regard du poids des projectiles qu'elle peut être amenée à tirer, ce qui la limite à des tirs à faible charge (1⁄9e du poids de son boulet plein),
- une brague fixe, sans recul, et facilement orientable sur 360°
- un poids et un prix bien inférieurs[1],[2].

Elle tire les mêmes projectiles que le canon de même calibre, mais à portée limitée (<300 m), ce qui en faisait un armement secondaire. 
Cette arme tire des boulets pleins en fonte pesant de 18 à 68 livres (selon les calibres), des boulets creux ou encore de la mitraille. Les calibres les plus courants en service dans la flotte sont ceux de 32, 24, 18 et 12 livres.
À cause d'irrégularité dans la taille des boulets de canon et de la difficulté de l'alésage des fûts des canons, il y avait souvent un large espace (souvent plus d'un demi-centimètre) entre le boulet et le métal du canon, le vent de boulet, avec pour conséquence une perte d'efficacité. 
Ce vent de boulet, qui créait par ailleurs des dangers pour les artilleurs lorsque le calibre était élevé, fut invoqué par le Board of Ordnance de la Royal Navy pour révoquer en 1763 les contrats d'un des concurrents de la Carron Company la société Bersham Ironworks, de John Wilkinson. Ce dernier travailla dans les années qui suivirent à une machine à aléser sur laquelle il dépose un brevet en 1772 et qui permet de garantir un fût de canon plus sûr et plus puissant, autorisant une taille plus réduite.
Finalement, la compagnie Carron adopta aussi de nouvelles méthodes qui lui permirent de réduire cet espace.

## Schéma
1. Culasse
2. Mire arrière
3. Lumière
4. Mire avant
5. Premier renfort
6. Fut
7. Bouche
8. Second renfort
9. Axe de rotation horizontal
10. Cale de pont
11. Axe de rotation vertical
12. Roue
13. Berceau mobile
14. Chariot
15. Pommeau
16. Vis de réglage de la hausse

## Utilisation
De forme et d'affût complètement différents de ceux des autres bouches à feu, la caronade a pour principal avantage de laisser plus d'espace libre entre les batteries, d'être plus facile à manœuvrer, d'être plus légère (une caronade de 36 livres pèse autant qu'un canon de 12 livres), de tirer plus vite et d'employer pour son service moins d'hommes que le canon long classique. Mais elle est  moins précise que ce dernier et présente plus de danger en cas de tir de projectiles incendiaires et moins de chance d'avaries dans son service. Malgré tout, la caronade reste une arme précieuse sur les bâtiments légers et de petite taille, avec de faibles équipages, ainsi que pour les batteries de gaillard sur les navires plus gros.
Le fait remarquable de cette pièce d'artillerie est l'absence de recul (elle a une brague fixe), qui la rend prompte à mettre en service grâce à la suppression du temps de remise en batterie nécessaire pour les pièces classiques. Cette absence de recul est relative, puisque l'effort résultant de la détonation est cependant transmis à la charpente du navire. Autre avantage, et non des moindres, sa brague fixe constitue un axe autour duquel la pièce peut pivoter pour être orientée en tir à 360°, manœuvre impossible à exécuter avec un canon classique, ce qui lui confère une efficacité redoutable lors des combats rapprochés de type abordage, aussi bien pour repousser un assaillant venant à prendre pied sur le gaillard où la pièce est située, que pour appuyer l'abordage d'un vaisseau ennemi.
Cette brague fixe est aussi son point faible, puisque les avaries de fonctionnement surviennent généralement sur cette partie de la caronade, en raison des efforts qu'elle supporte pendant le tir.
Il arrivait aussi que la caronade soit chargée de deux types de projectiles en même temps : un boulet normal, plus une boîte à mitraille d’un type particulier, contenant six à neuf boulets plus petits.
La caronade remet au goût du jour une ancienne tactique navale : le combat à courte distance suivi de l'abordage (cf. manœuvre de Nelson à Trafalgar, 1805), type d'engagement qui avait disparu à la suite de l'adoption de la formation de combat dit de la « ligne de bataille ».

### Dans la marine anglaise
Les caronades ont été introduites dans la marine anglaise en 1780. Certains vaisseaux naviguant aux Indes ne purent recevoir leurs caronades dès 1780 et ne les reçurent qu'après la guerre.

### Dans la marine française
Les caronades ont été introduites dans la marine française en 1795 (marine au commerce et corsaires) et officiellement en 1804 pour la marine de guerre.

## Déclin
La carronade disparut naturellement au milieu du XIXe siècle, avec le développement de la puissance de l'artillerie navale qui, d'une part poussa au blindage des navires au-delà de la puissance de la carronade, et d'autre part repoussa le combat à des distances supérieures à sa portée et fit de nouveau disparaître l'abordage, donc l'emploi le plus précieux de cette arme.

### Sources et bibliographie
- Edmond Pâris et Pierre de Bonnefoux, Dictionnaire de la marine à voile [détail des éditions].
- Martine Acerra et André Zysberg, L'essor des marines de guerre européennes : vers 1680-1790, Paris, SEDES, coll. « Regards sur l'histoire » (no 119), 1997, 298 p. [détail de l’édition] (ISBN 2-7181-9515-0, BNF 36697883)
- Loïc Leymerégié, « La caronade, bulldog des mers », Guerres & Histoire,‎ avril 2021, p. 82-83 (ISSN 2115-967X)